# William Eliot (2. hrabia St Germans)
William Eliot, 2. hrabia St Germans (ur. 1 kwietnia 1767, zm. 19 stycznia 1845), – brytyjski dyplomata i polityk.
Eliot przyszedł na świat w Port Eliot (Kornwalia), jako trzeci syn  Edwarda Craggsa-Eliota, 1. barona Eliot i jego żony  Catherine z domu Elliston. William Elliot kształcony był w  Pembroke College, (Cambridge), zyskując tytuł  M.A. (magistra) w 1786.
Od listopada 1791 do roku 1793 Elliot był sekretarzem misji dyplomatycznej w  Berlinie, zaś w latach 1793–1794 ministrem pełnomocnym w Hadze, a od 1796 ministrem pełnomocnym w Palatynacie Reńskim i na sejm Rzeszy (Ratyzbona). Eliot zasiadał w parlamencie jako torysowski poseł z okręgu  St Germans w latach 1791–1802, a potem z Liskeard od 1802 do 1823. W latach 1800–1804 był Lodem Admiralicji i podsekretarz Spraw Zagr. (1804–1805). W 1823 odziedziczył po swym starszym bracie tytuł hrabiego (earla) St Germans i wszedł do Izby Lordów.
Lord St Germans żenił się czterokrotnie.
1. 30 listopada 1797 w Trentham, (Staffordshire) poślubił Georginę Augustę Leveson-Gower (1769-1806). Mieli czwórkę dzieci:

- Edward Granville Eliot, 3. hrabia St Germans (1798–1877)
- Caroline Georgina Eliot (1799–1865)
- Susan Caroline Eliot (1801–1835)
- Charlotte Sophia Eliot (1802–1839)

1. 13 lutego 1809 w Heytesbury, (Wiltshire), jego żoną została Letitia A’Court (zm. 1810), z którą Lord Elliot nie miał dzieci.
2. 7 marca 1812 w domu hrabiego Powis (Berkeley Square, Londyn), poślubił  Charlotte Robinson (1790–1813), bez potomstwa.
3. 30 sierpnia 1814 w Walton, (Warwickshire), poślubił Susan Mordaunt (zm. 1830), również z nią nie miał potomstwa.